# Spoladea
Spoladea és un gènere d'arnes de la família Crambidae descrit per Achille Guenée el 1854.

## Taxonomia
- Spoladea mimetica Munroe, 1974
- Spoladea recurvalis (Fabricius, 1775)